# Frédéric A. Komp
Frédéric Alexander Komp (* 17. März 1977 in Bergisch Gladbach) ist ein deutscher Fernsehschauspieler.
Frédéric Alexander Komp wirkte in mehreren Filmen und Fernsehserien mit. Er wurde vor allem durch seine Rolle als Florian Brandner in der ARD-Soap Verbotene Liebe bekannt, die er drei Jahre lang in 904 Folgen spielte. Auch danach konnte man ihn in einigen Serien sehen. Nach einer Station als Geschäftsführer der Brainpool Artist and Content Services GmbH, einer Tochtergesellschaft von Brainpool, arbeitete er von 2014 bis 2019 in gleicher Position bei der Ströer-Gruppe.

## Fernsehen (Auswahl)
- 1991: Tag für Tag
- 1995–1998: Verbotene Liebe
- 2000: Herzschlag Ärzteteam Nord
- 2001: Unser Charly
- 2001: Die Wache
- 2001: In aller Freundschaft – Ich brauche dich (Folge 102)
- 2003: Wilde Engel
- 2003: Die Rettungsflieger
- 2004: In aller Freundschaft
- 2005: Die Wache
- 2006/07: Alles was zählt